# Karsten Schulz (Schachspieler)
Karsten Schulz (* 21. April 1962) ist ein deutscher Schachspieler. Er trägt seit 1992 den Titel eines FIDE-Meisters. Seine höchste Elo-Zahl erreichte er im Juli 2009 mit 2384.
Er gewann von 1987 bis 1989 dreimal in Folge die DDR-Meisterschaft im Schnellschach sowie 2001 mit dem Dähne-Pokal die Deutsche Pokal-Einzelmeisterschaft. Bei den 87. Deutschen Meisterschaften im Oktober 2016 in Lübeck belegte er den dritten Platz. Im Mai 2019 wurde er in Radebeul deutscher Seniorenblitzmeister in der Gruppe 50+.
Darüber hinaus wurde er in den Jahren 1994, 1995, 2001 und 2002 Landeseinzelmeister von Brandenburg sowie in den Jahren 2011, 2016, 2018 und 2021 von Mecklenburg-Vorpommern. In den Spielzeiten 1991/1992 (SC Göggingen Augsburg), 1992/1993 (SK 1908 Göggingen), 2011/2012 (SC Neukloster) und 2015/2016 (SF Schwerin) spielte er für verschiedene Vereine in der 2. Schachbundesliga.
Der Landesschachbund Brandenburg verlieh ihm 2001 die Silberne Ehrennadel.
| Die zur Anzeige dieser Grafik verwendete Erweiterung wurde dauerhaft deaktiviert. Wir arbeiten aktuell daran, diese und weitere betroffene Grafiken auf ein neues Format umzustellen. (Mehr dazu) |